# Музей гомосексуальности
Schwules Museum* (в переводе с нем. «гей-музей») — берлинский музей, занимающийся научными исследованиями вопросов, связанных с гомосексуальностью, и посвящённый истории гомосексуальности и ЛГБТ-движения в Германии. Среди экспонатов музея — фотографии, документы и картины. По словам директора музея Карла-Хайнца Штайнле, он является историческим музеем и не относится к музеям эротики, как, возможно, многие думают.

## История музея
В 1984 году в Берлинском музее в Западном Берлине была проведена первая тематическая выставка под названием «Эльдорадо — история, культура и быт гомосексуальных мужчин и женщин в Берлине 1850—1950». Выставка имела большой успех, её посетило более 45 тысяч человек, поэтому было решено продолжить сбор и демонстрацию тематических материалов уже в собственном музее. Целью создания музея был показ широкой общественности жизни мужчин-гомосексуалов. Таким образом, создатели музея хотели сломать различные однобокие негативные психологические клише и показать многогранность жизни гомосексуалов, тем самым помочь людям быть более толерантными по отношению к ним.
Гей-музей был открыт в 1985 году усилиями активистов, которыми было образовано общество «Союз друзей Гей-музея в Берлине» (нем. Verein der Freunde eines Schwulen Museums in Berlin e.V.). Первые экспозиции музея в 1985—1989 годы проходили в здании берлинской ЛГБТ-организации AHA-Berlin. В 1989 году музей переехал в здание на проспекте Мерингдамм 61.
В 2009 году музей принял своего 13-тысячного посетителя. До 60 % гостей музея составляют туристы. По случаю юбилея Сенат Берлина решил выделить музею по 250 тысяч евро в 2010 и 2011 годах. В начале 2011 года президент Германии Кристиан Вульф наградил двух основателей музея Андреаса Штернвайлера и Вольфганга Тайса (нем. Wolfgang Theis) «кавалерским крестом за заслуги».
В мае 2013 года музей переехал в новое просторное здание в районе Тиргартен. Обновлённый музей превратился в исследовательский центр, где помимо выставочных залов также имеется большой архив и библиотека, доступные для всех желающих.

## Выставки
Сегодня Музей гомосексуальности является единственной в своём роде организацией, которая подробно изучает все аспекты жизни гомосексуалов: историю, культуру и искусство, а также повседневную жизнь. В настоящий момент в музее действуют 127 экспозиций.
С декабря 2004 года в музее действует постоянная экспозиция «200 лет гомосексуальной истории», охватывающая историю Германии с 1790 по 1990 годы и связанную с развитием отношения немецкого государства и общества к гомосексуалам. Особое место в экспозиции занимает тема преследования и уничтожения геев и лесбиянок во времена Третьего рейха.
Кроме того, каждый год действуют различные сменяющие друг друга выставки. В последние годы музей выходит за рамки первоначальной концепции и содержит также и материалы, посвящённые лесбиянству и трансгендерности.
Два раза в год Музей гомосексуальности наряду с другими музеями Берлина принимает участие в знаменитой берлинской Длинной ночи музеев.
С июля по октябрь 2010 года в музее проходила выставка работ Ральфа Кёнига. С декабря 2010 года по март 2011 года — выставка работ Жана Жене. До марта 2012 года в музее проходит выставка, посвящённая Магнусу Хиршфельду.
С 2015 года в музее проходит крупнейшая за всю его историю выставка «Homosexualität_en», подготовленная совместно с Немецким историческим музеем.